# ワルシャワ公国軍

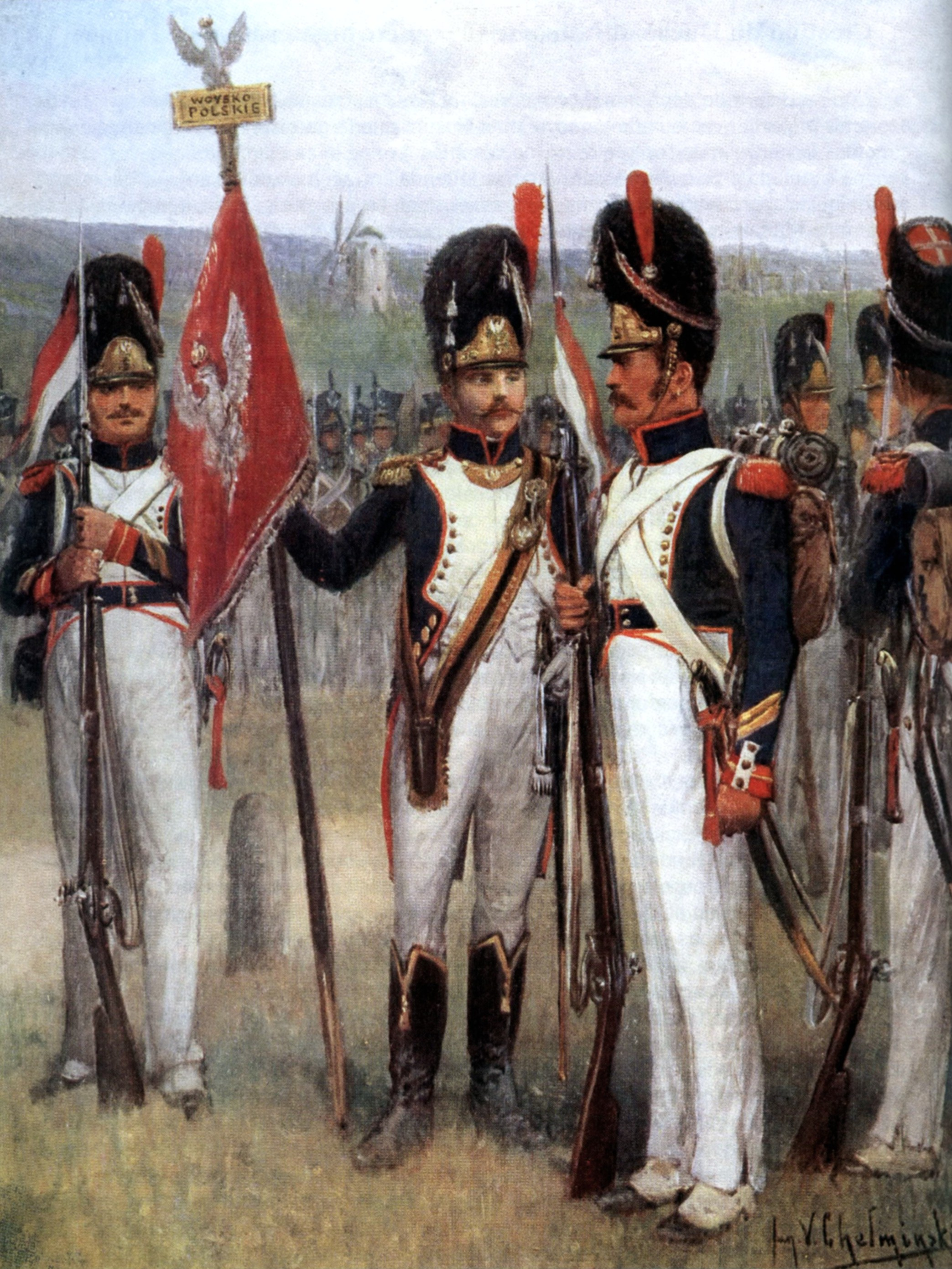
ワルシャワ公国第5歩兵連隊

ワルシャワ公国軍（ワルシャワこうこくぐん）では、19世紀初頭に存在したワルシャワ公国の軍隊について述べる。この軍隊はフランス革命戦争・ナポレオン戦争期にフランスで設立された3万人のポーランド軍団を基礎としており、最盛期には10万人近くを数え、歩兵と強力な騎兵、それを支援する砲兵で構成されていた。ナポレオン・ボナパルトの軍制改革がワルシャワ公国にも適用され、若干の文化的・社会的緊張を生んだものの、おおむねこれはポーランド人の軍隊の近代化に寄与する改革と言えた。

## 規模
ワルシャワ公国軍の基盤はフランス帝国のポーランド軍団であった
。またユゼフ・ポニャトフスキの呼びかけにより、かつてのポーランド・リトアニア共和国軍に所属していた老兵や愛国的な若者も集った。1808年、最初の危機を乗り越えたワルシャワ公国は、除隊を望む兵の除隊を認めた。しかし1809年および1812年、かつてポーランド分割に関わった国々と戦うことになった際には、大規模な招集が行われ、未だ敵国の領内にいたポーランド人も多くが祖国の完全な復活を夢見てワルシャワ公国軍に合流した。ナポレオンがロシア戦役に敗れた1813年秋から冬にかけ、自衛を迫られたワルシャワ公国は最後の大規模徴兵をかけた。

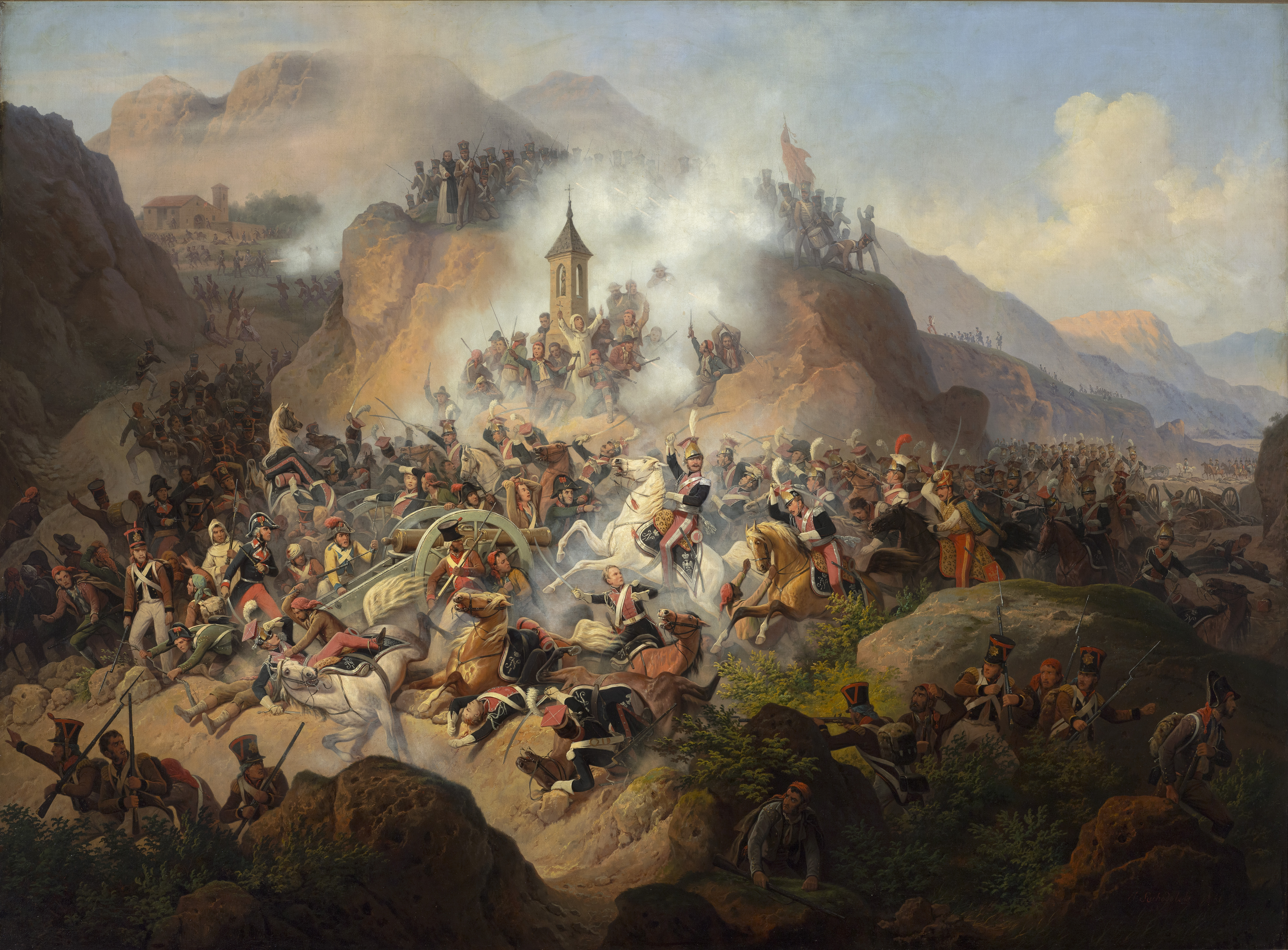
1808年ソモシエラの戦いで突撃する皇帝近衛隊のシェヴォー・レジ部隊（ポーランド軽騎兵）。ヤヌアルィ・スホドルスキ画、1860年

ワルシャワ公国軍の兵力は、創設時点で3万人（当時の公国の総人口は260万人）だった。この軍の規模は国家規模のわりにあまりに巨大で、経済的負担も大きかった。しかもこの後何度も拡張され、1809年の時点で兵力は2倍になった。いくつかの連隊の維持費は、フランスが肩代わりしていた。1812年のロシア戦役の際にはワルシャワ公国は10万人近くの軍勢を出した。ポーランド・リトアニア共和国時代でも、これほどまで軍隊の規模が膨れ上がったことはなかった。しかしこの戦争でワルシャワ公国軍は壊滅的打撃を受け、戦後の1813年秋に再編されたときには、総兵力2万人 (文献によって異なる)となっていた。
ワルシャワ公国の短い歴史の中で、のべ18万人から20万人がワルシャワ公国軍に参加したと推定されている。

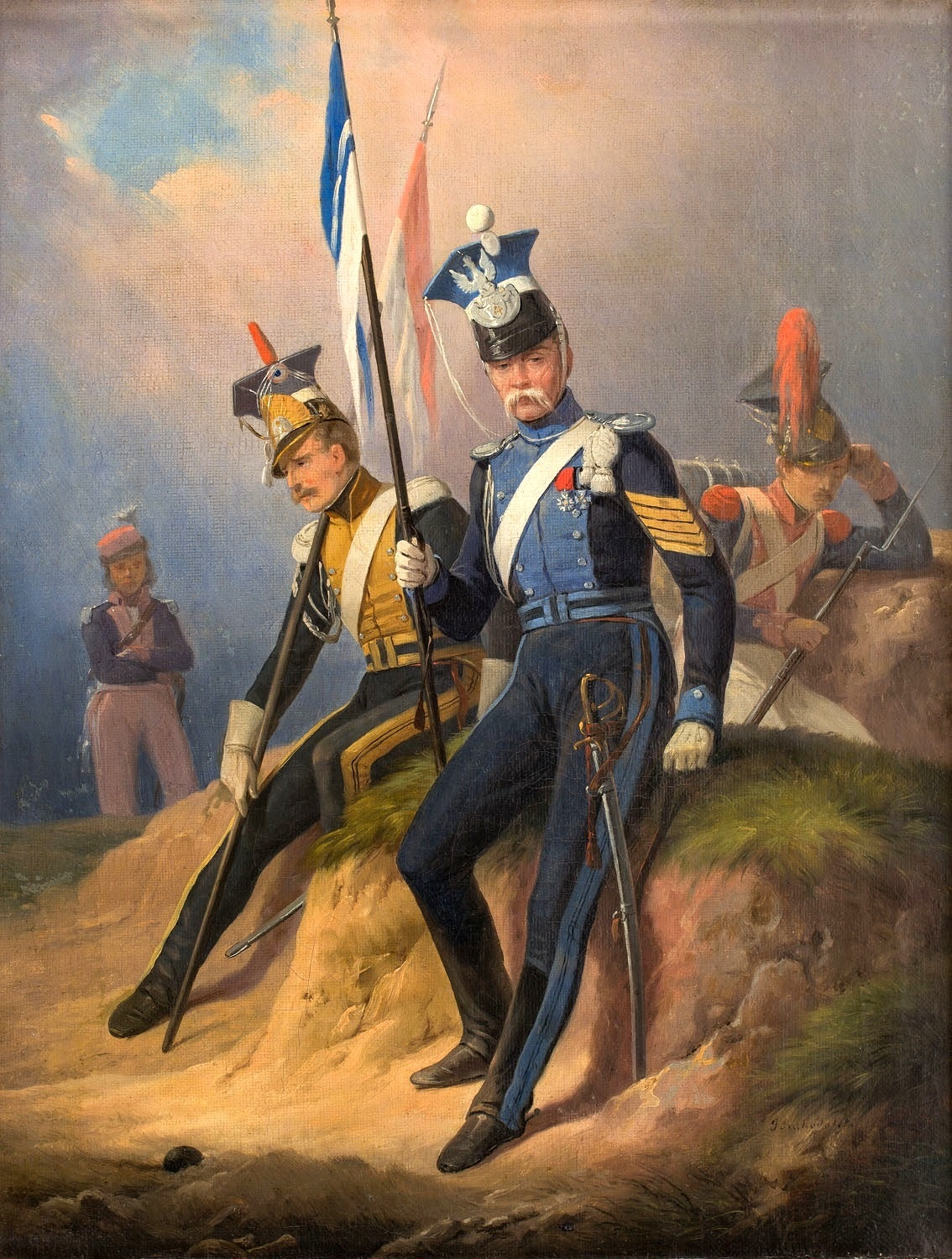
ワルシャワ公国のウーラン

ナポレオン戦争中には、ワルシャワ公国軍のほかにも、フランス軍の一部として戦ったポーランド人部隊が存在した。その中でもヴィスワ軍団が著名である。また1809年や1811年には、臨時に国民衛兵も追加招集された。
ワルシャワ公国軍の著名な指揮官としては、ほとんどの期間に司令官を務めたユゼフ・ポニャトフスキや、ポーランド軍団の創設者でワルシャワ公国軍にも加わったヤン・ヘンリク・ドンブロフスキらがいる。

## 軍制
ワルシャワ公国軍の編成は以下のとおりである。
- 1個胸甲騎兵連隊（第14）[9]

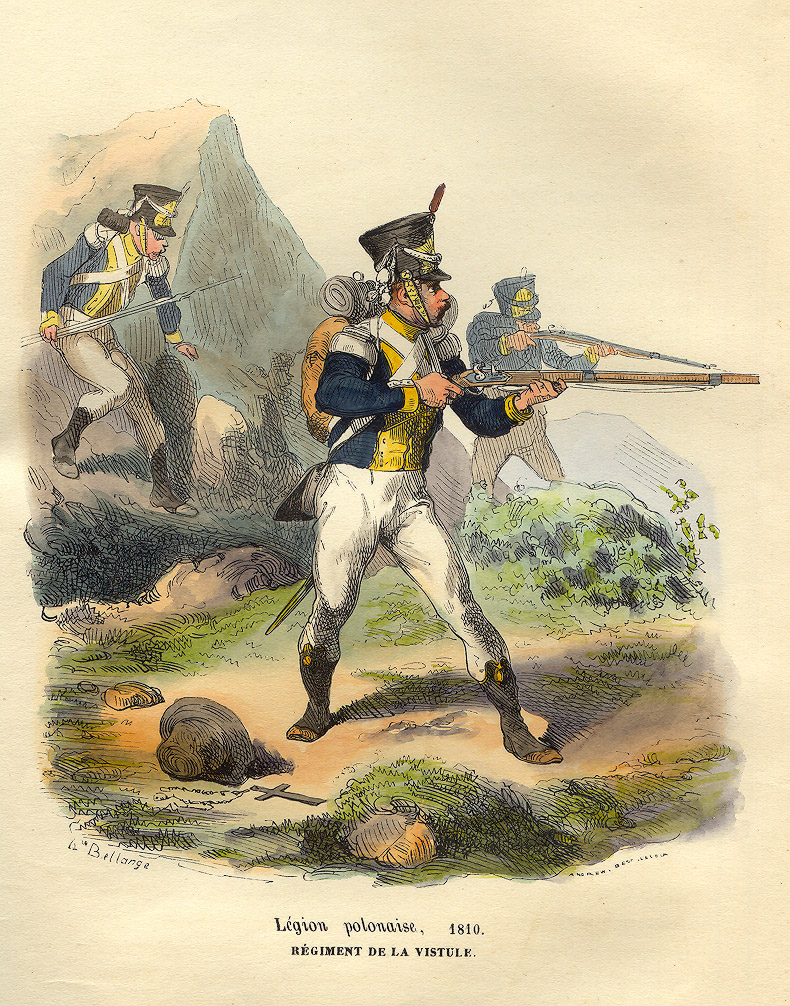
ヴィスワ軍団のポーランド歩兵

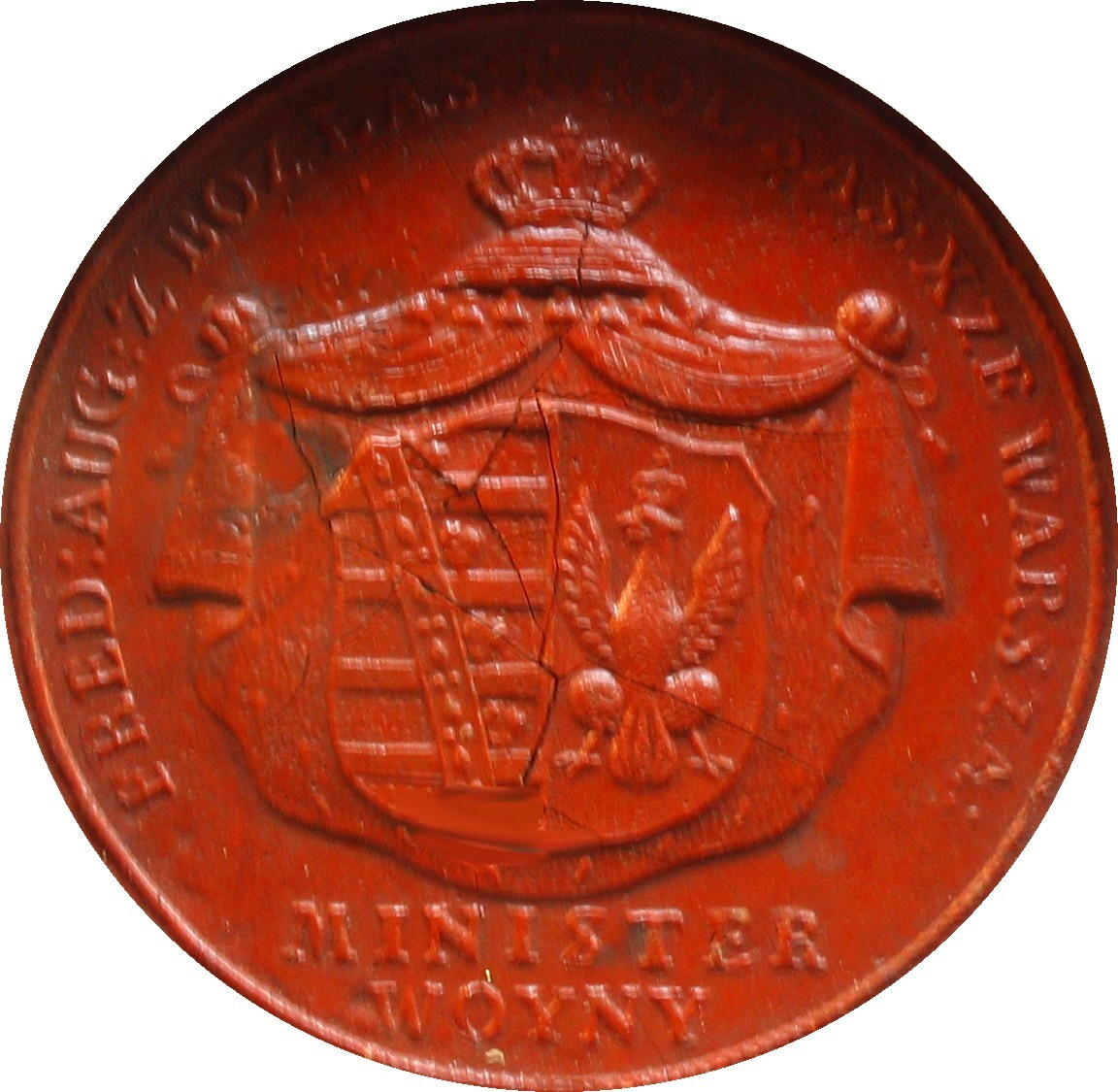
ワルシャワ公国陸軍大臣の印

- 10個ウーラン軽騎兵連隊（第2、第3、第6、第7、第8、第9、第11、第12、第15、第16）※1812年にリトアニアでも5個ウーラン軽騎兵連隊が編成された[10]。
- 2個ユサール（フサリア）騎兵連隊（第10、第13）[11]
- 3個猟兵連隊（第1、第4、第5）[12]
- 17個歩兵連隊（第1から第17まで）※1812年にリトアニアでも5個歩兵連隊が編成された[13]。
- 1個騎馬砲兵連隊（4個大隊からなる）[14]
- 25個砲兵大隊[15]

1813年、数個のクラクシ（ポーランド・コサック）騎兵部隊の創設が検討された。実際に創設されたのは1個連隊であった。

## 改革

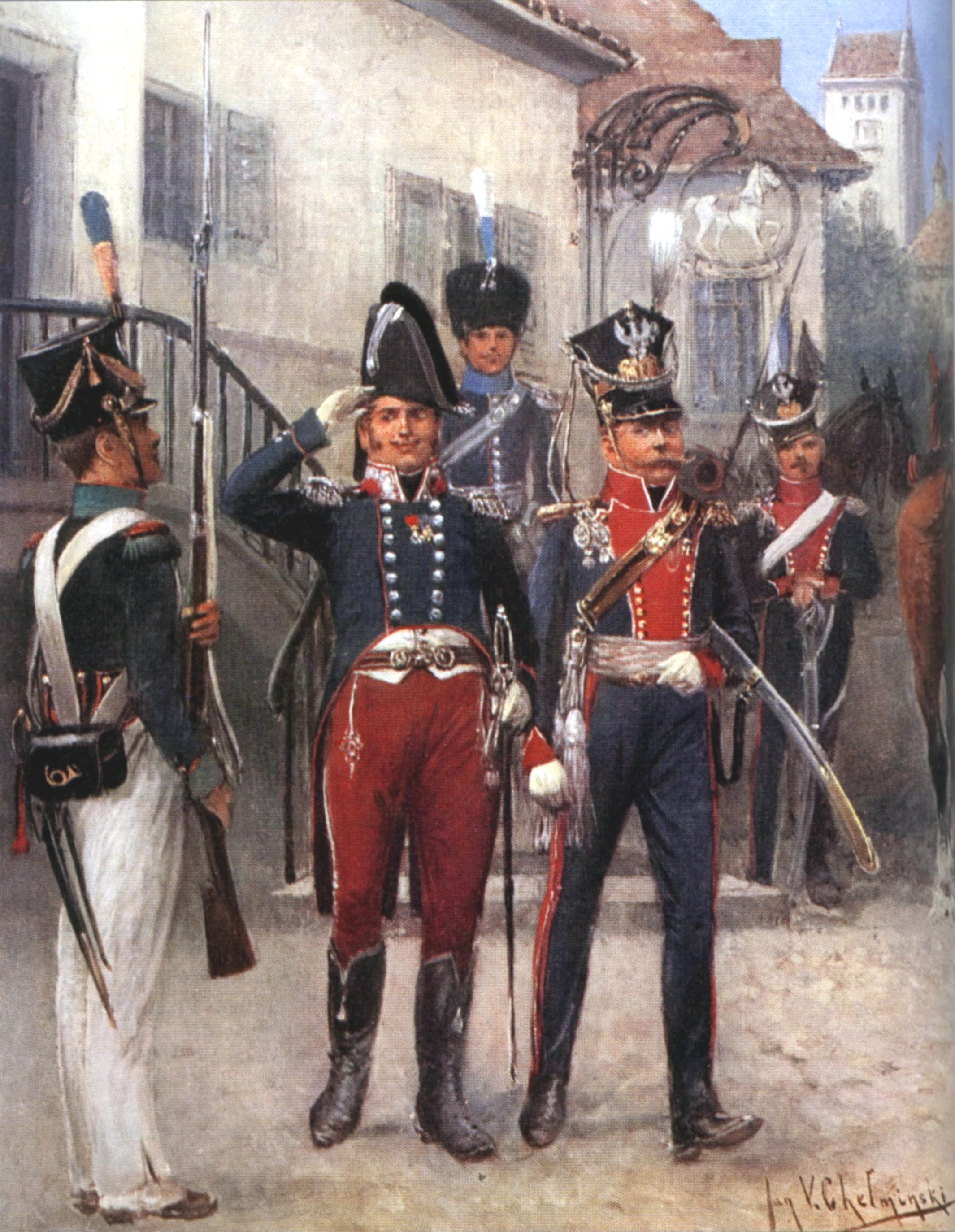
第17ウーラン連隊の准将と大佐

ワルシャワ公国軍は、民主的なフランス軍の要素と伝統的・貴族的なポーランドの要素が出会う場となった。保守派は、将校の地位を貴族に限定しようとした。しかし革命を経たフランス軍の制度や農民兵の流入により、ワルシャワ公国軍はかつてのポーランド・リトアニア共和国軍より民主的なものになった。意図したものではないが、ここからワルシャワ公国に先進的なものが広まっていったのはワルシャワ公国軍の功績の一つである。 また公国軍はフランスの近代的な軍規や戦術を受容し、さらに強力なものになった。総じて、ワルシャワ公国の時代はポーランド軍の近代化が達成された時期と言える。この時代、ポーランドの軍学者イグナツィ・プラズィンスキにより新たなドクトリンがまとめられた。
従軍義務期間は6年間で、21歳から28歳までの市民がランダムに徴兵を受けることになっていた。また軍務のために3年間の初等教育学校と1年間の砲兵・工兵専門学校が設立され、ワルシャワ公国軍のシステムを支えた。
こうした改革の結果、ワルシャワ公国軍はフランスから見ても士気・質ともに高水準の軍隊となった。

## 戦史
1807年のワルシャワ公国成立に伴い設立されて以降、ワルシャワ公国軍はナポレオンおよびフランスに味方して、第四次対仏大同盟戦争（1806年–1807年）、半島戦争、第五次対仏大同盟戦争（1809年、ポーランド・オーストリア戦争）、第六次対仏大同盟戦争（1812年–1813年、ロシア遠征）といった数々の戦争に参加した。1812年のロシア戦役では、ワルシャワ公国軍は丸ごとフランス大陸軍の第5軍団を形成した
。この遠征はフランスの大敗に終わり、第5軍団は兵数の7割以上を失う壊滅的打撃を受けた。さらに翌1813年のライプツィヒの戦いでも、この軍はユゼフ・ポニャトフスキを始め膨大な戦死者を出した。

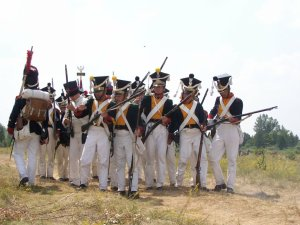
ワルシャワ公国軍第4歩兵連隊（再現）

1813年のナポレオンの敗北後、ワルシャワ公国は敵国に占領され崩壊した。一部の要塞守備隊はとどまって抵抗を続けたが、ワルシャワ公国軍の大部分は同年のうちにナポレオンに従いフランスへ撤退した。ユゼフ・ポニャトフスキ亡き後のワルシャワ公国軍が再編されることはなかった。1814年の時点で8000人のポーランド人部隊がフランス領内にとどまっていたが、彼らはフランス軍に編入され、それもナポレオンの降伏により解体された。フォンテーヌブロー条約が結ばれたのち、ポーランド兵のほとんどはロシア軍に引き渡された。